# Tihomir Filipec
Tihomir Filipec (* 4. September 1989 in Zagreb, SR Kroatien) ist ein kroatischer Eis- und Inlinehockeytorwart, der seit 2014 beim KHL Zagreb unter Vertrag steht und mit dem Verein seit 2015 in der kroatischen und der slowenischen Eishockeyliga spielt.

## Karriere

### Clubs
Tihomir Filipec begann seine Karriere als Eishockeyspieler beim KHL Mladost Zagreb, für den er in der kroatischen und teilweise auch in der benachbarten slowenischen Eishockeyliga aktiv war. 2008 gewann er mit seinem Klub sowohl die Pannonische Liga als auch den kroatischen Meistertitel. 2010 wechselte der Torwart zum Stadtrivalen KHL Medveščak Zagreb, der zur Saison 2009/10 neu in die Österreichische Eishockey-Liga aufgenommen worden war. Filipec wurde jedoch fast ausschließlich in der zweiten Mannschaft des Klubs eingesetzt, die in der kroatischen Liga spielt und mit der er seit 2011 ununterbrochen kroatischer Meister wurde. In der Saison 2010/11 wurde er auch in der Slohokej Liga im Team Zagreb, einer Kooperation der beiden Zagreber Vereine Medveščak und Mladost eingesetzt. 2013 und 2014 wurde er jeweils als bester Torhüter der kroatischen Eishockeyliga ausgezeichnet. Seit 2014 spielt er beim KHL Zagreb und mit diesem seit 2015 auch in der slowenischen Eishockeyliga. 2016 wurde er erneut zum besten Torhüter der kroatischen Liga gewählt.

### International
Für Kroatien nahm Filipec im Juniorenbereich an den Division-II-Turnieren der U18-Weltmeisterschaften 2004, 2005, 2006 und 2007 und der U20-Weltmeisterschaft 2004, 2005, 2006, 2007, 2008, als er mit der drittbesten Fangquote hinter dem Niederländer Ian Meierdres und dem Esten Mark Rajevski zum besten Torhüter des Turniers gewählt wurde, und 2009 teil. In seinem letzten Juniorenjahr gelang ihm mit seinem Team der Aufstieg in die Division I der U20-WM.
Im Seniorenbereich stand er erstmals bei der Division-II-Weltmeisterschaft 2011 im Tor der Kroaten. Auch 2012 und 2013 gehörte er zum Kader seines Heimatlandes. Zwar stand er 2013 keine einzige Minute auf dem Eis, Stammtorwart war Mate Krešimir Tomljenović, stieg aber mit seiner Mannschaft durch den Sieg in der A-Gruppe der Division II in die Division I auf.
Auch bei den Qualifikationsturnieren für die Olympischen Winterspiele 2014 im September und November 2012 gehörte er zum Aufgebot seines Landes. Dabei konnten die Kroaten die Vorqualifikation noch gewinnen, schieden dann aber in der ersten Qualifikationsrunde nach drei Niederlagen aus. Filipec wurde dabei jedoch lediglich in der letzten knappen halben Stunde beim 15:2-Erfolg in der Vorqualifikation gegen Israel eingesetzt und stand ansonsten im Schatten von Stammtorwart Tomljenović.

### Inlinehockey
Neben seiner Eishockeykarriere spielt Filipec auch Inlinehockey. Mit der kroatischen Nationalmannschaft nahm er in Dresden an der Weltmeisterschaft 2013 in der zweitklassigen Division I teil und belegte den fünften Rang.

## Erfolge und Auszeichnungen
- 2008 Kroatischer Meister mit dem KHL Mladost Zagreb
- 2008 Gewinn der Pannonischen Liga mit dem KHL Mladost Zagreb
- 2008 Bester Torhüter bei der U20-Weltmeisterschaft der Division II, Gruppe B
- 2009 Aufstieg in die Division I bei der U20-Junioren-Weltmeisterschaft der Division II, Gruppe B
- 2011 Kroatischer Meister mit dem KHL Medveščak Zagreb
- 2012 Kroatischer Meister mit dem KHL Medveščak Zagreb
- 2013 Kroatischer Meister mit dem KHL Medveščak Zagreb
- 2013 Bester Torhüter der Kroatischen Eishockeyliga
- 2013 Aufstieg in die Division I, Gruppe B, bei der Weltmeisterschaft der Division II, Gruppe A
- 2014 Kroatischer Meister mit dem KHL Medveščak Zagreb
- 2014 Bester Torhüter der Kroatischen Eishockeyliga
- 2016 Bester Torhüter der Kroatischen Eishockeyliga